# 神奈川県立かながわ農業アカデミー

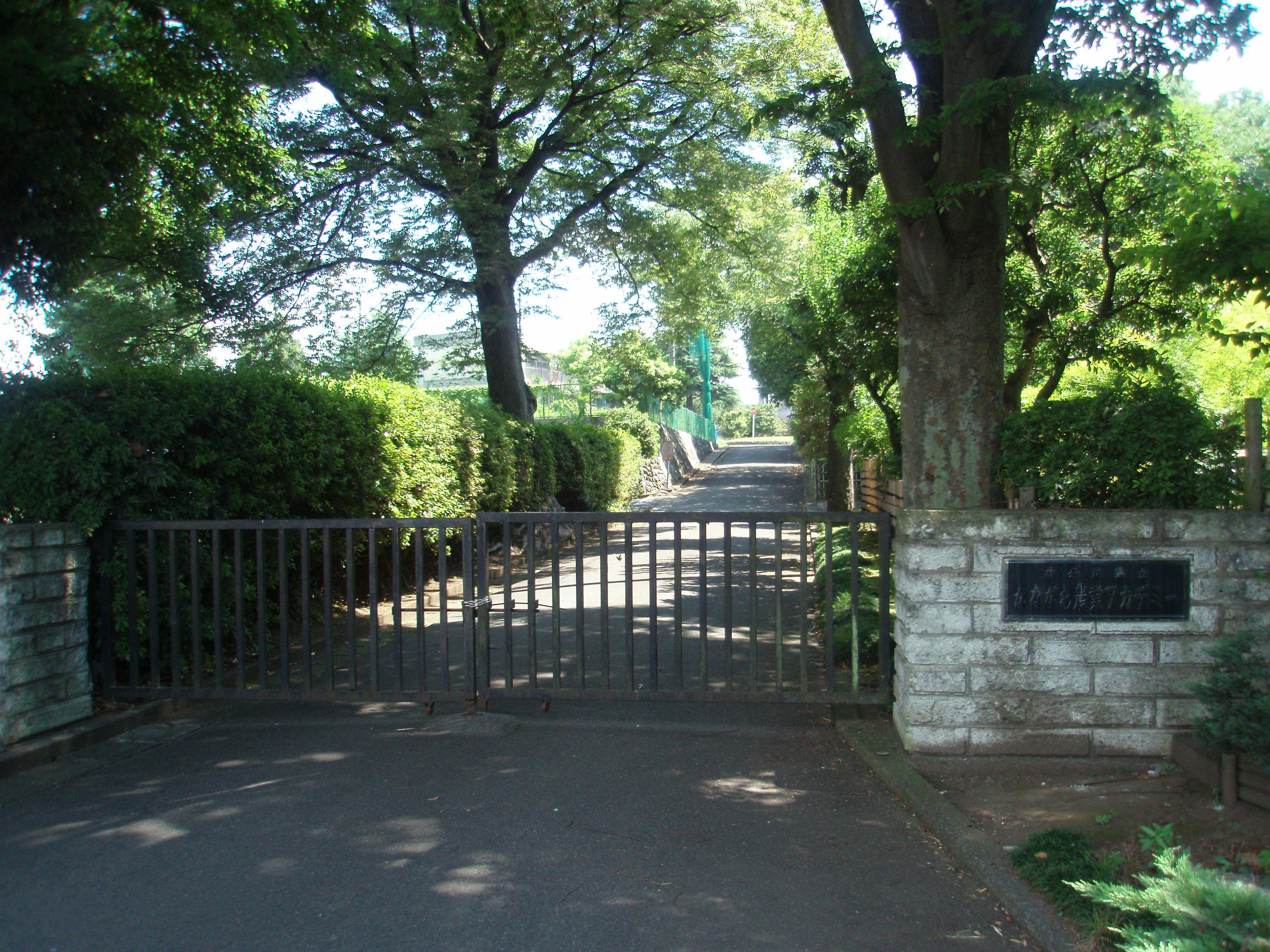
かながわ農業アカデミー

神奈川県立かながわ農業アカデミー（かながわけんりつかながわのうぎょうアカデミー）は、神奈川県海老名市にある、県立の農業者研修教育施設。
各県の農業大学校と同じである。
人事院規則により、生産技術科は卒業時に短期大学2年卒相当の資格を得られる。

## 沿革
- 1943年（昭和18年） - 神奈川県立修練農場開設。
- 1950年（昭和25年） - 神奈川県立農業経営伝習農場に改称。
- 1971年（昭和46年） - 神奈川県立農業大学校に改称。
- 1996年（平成8年） - 農業の技術革新・情報化・国際化などに対応できる農業後継者等の育成を目的に神奈川県立かながわ農業アカデミーに改称。
- 2010年（平成22年） - 神奈川県農業技術センターに統合。
- 2014年（平成26年） - 組織再編に伴い、神奈川県立かながわ農業アカデミーに改称、現在に至る。

## 概要
- 生産技術科（2年間 定員30名）
  - 野菜コース
  - 花きコース
  - 果樹コース
- 技術専修科（1年間 定員30名）
  - 野菜コース
  - 花きコース
  - 果樹コース
  - 独立就農チャレンジコース

## 特色
21世紀を担う農業者を育成するため、高度な専門知識と技術、ならびに幅広い視野と人間性を持った明日の農業を担う優れた人材の育成をめざし、実践的な教育を行っている。
- 専門性の高い農業の基礎から応用まで
- 生産から加工まで実践による地産地消の実現
- 就農までをサポート
- 充実した講師陣
- 実践農業に役立つ各種資格の取得
- 様々な研修制度